# Rab (wyspa)
Rab (wł. Arbe) – wyżynna wyspa położona w Chorwacji, na Morzu Adriatyckim. Wyspa jest oddzielona od stałego lądu Kanałem Welebickim.

## Dane ogólne
Wyspa ma 22 km długości; powierzchnię 86,12 km² (10. wśród chorwackich wysp); linię brzegową o długości 121,0 km oraz 9 480 mieszkańców. Ludność wyspy zajmuje się rybołówstwem oraz uprawą winorośli, oliwek, drzew cytrusowych i warzyw. Dobrze rozwinięta turystyka.
Najwyższy szczyt to Kamenjak (408 m n.p.m.). Główne miejscowości to: Rab, Barbat na Rabu, Banjol, Palit, Kampor, Mundanije, Supetarska Draga i Lopar.
Na wyspę można dotrzeć kursującym cały rok promem z miejscowości Stinica, a w sezonie letnim także z miejscowości Baška na wyspie Krk.

## Historia
W średniowieczu wyspa była częścią Cesarstwa Bizantyjskiego, później przez krótki czas należała do Królestwa Chorwacji aż do 1358, kiedy przeszła pod panowanie władcy Węgier, Ludwika Wielkiego, późniejszego króla Polski.
W okresie renesansu wyspą władali Wenecjanie, a od 1815 Austriacy. Po rozpadzie imperium Habsburgów wyspę Rab przyłączono do Włoch, które jednak w 1921 przekazały ją Jugosławii.
Podczas II wojny światowej na wyspie Rab mieścił się jeden z 15 włoskich obozów koncentracyjnych.

## Zdjęcia

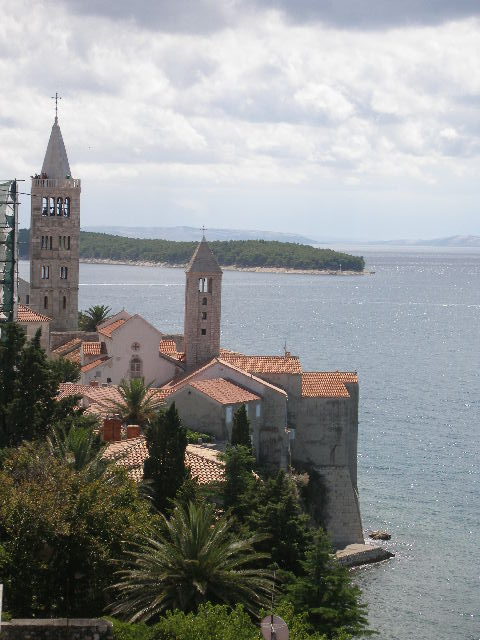
Wybrzeże wyspy
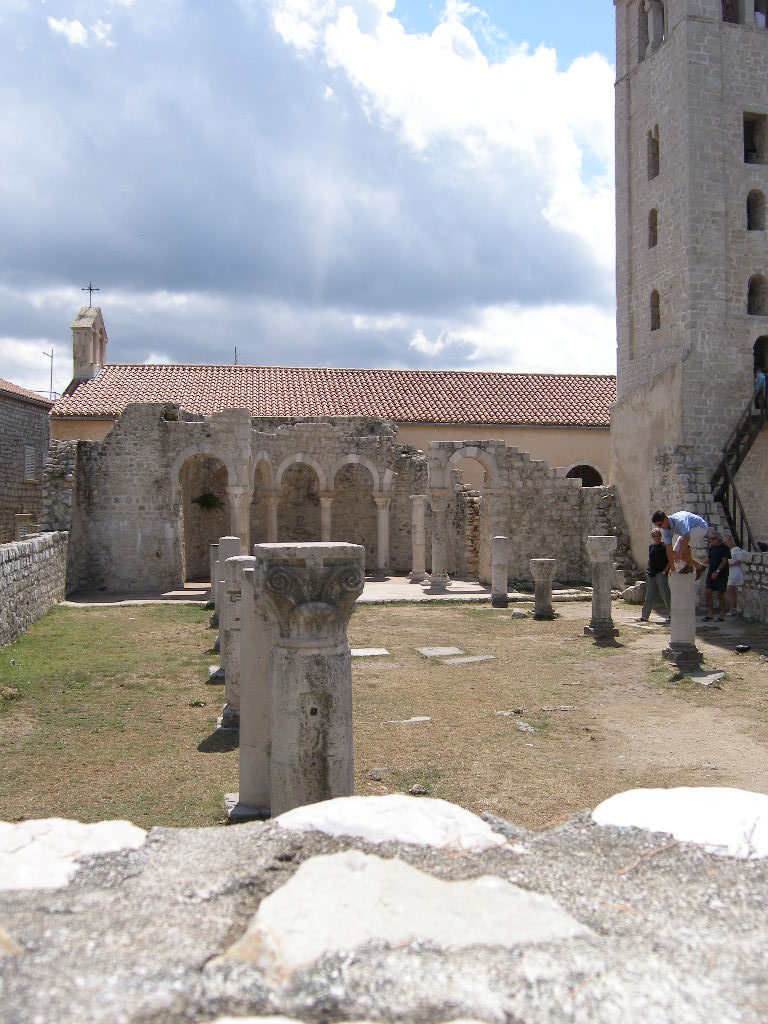
Kościół św. Krzysztofa
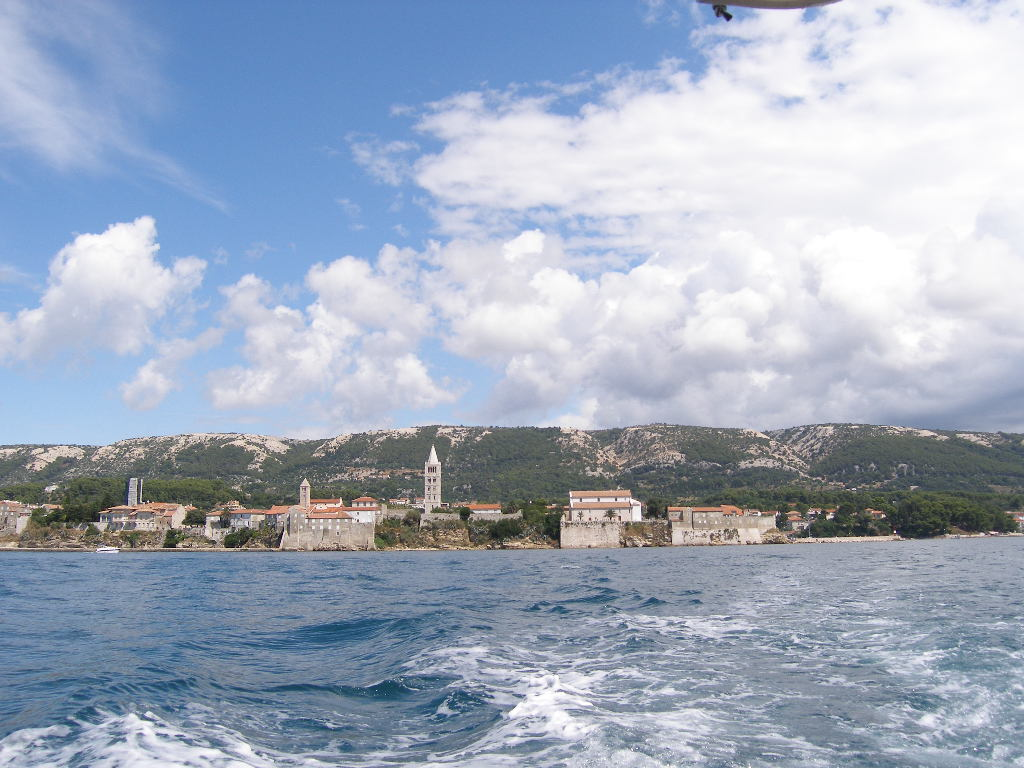
Widok miasta Rab od strony morza
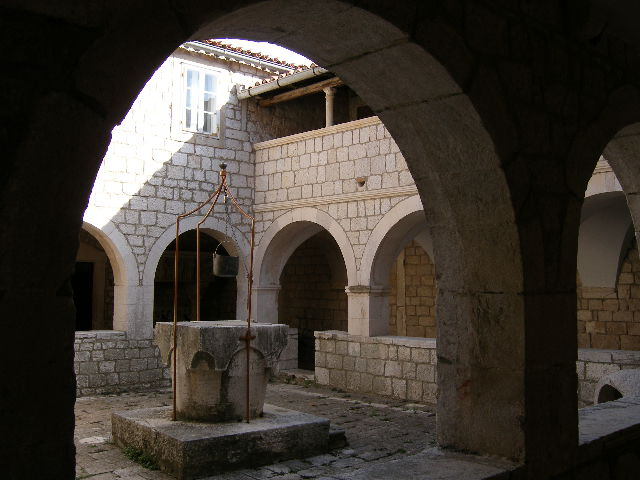
Klasztor św. Eufemii w Kamporze